# Puchar Australii i Oceanii w snowboardzie 2021
Puchar Australii i Oceanii w snowboardzie w sezonie 2021 miał rozpocząć się 1 września 2021 roku w australijskim ośrodku narciarskim Mount Hotham zawodami w snowcrossie. Ostatnie zawody miały odbyć się 3 września tego samego roku w tej samej miejscowości, jednak zawody zostały odwołane, tj. cały cykl.

## Konkurencje
- SX = snowcross
- SS = slopestyle
- BA = big air

## Kalendarz i wyniki

### Mężczyźni
| Lp | Data            | Miejscowość  | Konkurencja | 1. miejsce | 2. miejsce | 3. miejsce |
| -- | --------------- | ------------ | ----------- | ---------- | ---------- | ---------- |
| 1. | 1 września 2021 | Mount Hotham | SX          | Odwołano   | Odwołano   | Odwołano   |
| 2. | 2 września 2021 | Mount Hotham | SX          | Odwołano   | Odwołano   | Odwołano   |
| 3. | 3 września 2021 | Mount Hotham | SX          | Odwołano   | Odwołano   | Odwołano   |

### Kobiety
| Lp | Data            | Miejscowość  | Konkurencja | 1. miejsce | 2. miejsce | 3. miejsce |
| -- | --------------- | ------------ | ----------- | ---------- | ---------- | ---------- |
| 1. | 1 września 2021 | Mount Hotham | SX          | Odwołano   | Odwołano   | Odwołano   |
| 2. | 2 września 2021 | Mount Hotham | SX          | Odwołano   | Odwołano   | Odwołano   |
| 3. | 3 września 2021 | Mount Hotham | SX          | Odwołano   | Odwołano   | Odwołano   |